# Rover (autoblindo)
La Light Armoured Car (Aust) , conosciuta anche come Rover, era un veicolo corazzato leggero prodotto in Australia durante la seconda guerra mondiale.

## Storia
La progettazione iniziò nel 1941 e venne utilizzato il telaio dell'autocarro Ford da 3 ton CMP sia nella versione lunga F60L che corta F60S. Lo scafo corazzato era realizzato dalla Ruskin Motor Bodies Pty Ltd di Melbourne.
Il mezzo entrò in servizio con l'esercito australiano nel 1942. Non venne mai utilizzata in combattimento ma solo come veicolo per l'addestramento. Per la forma dello scafo, lungo e cielo aperto, venne sopranniminata trincea stretta.
Alla fine del 1943 venne dichiarata obsoleta e la sua produzione fu interrotta. Fu rimpiazzata con veicoli più moderni di produzione statunitensi. In totale dal 1941 al 1943 furono prodotti 238 esemplari.
Un esemplare della versione Mk. II è esposto al National Military Vehicle Museum di Port Adelaide. Un secondo esemplare è conservato presso il Royal Australian Armoured Corp Tank Museum di Puckpunyal, Victoria.

## Versioni
- Mk. I: Versione realizzata su telaio F60S e prodotta in 40 esemplari
- Mk. II: Versione su telaio F60L. Prodotta in 198 esemplari